# Conditorei Pavillon

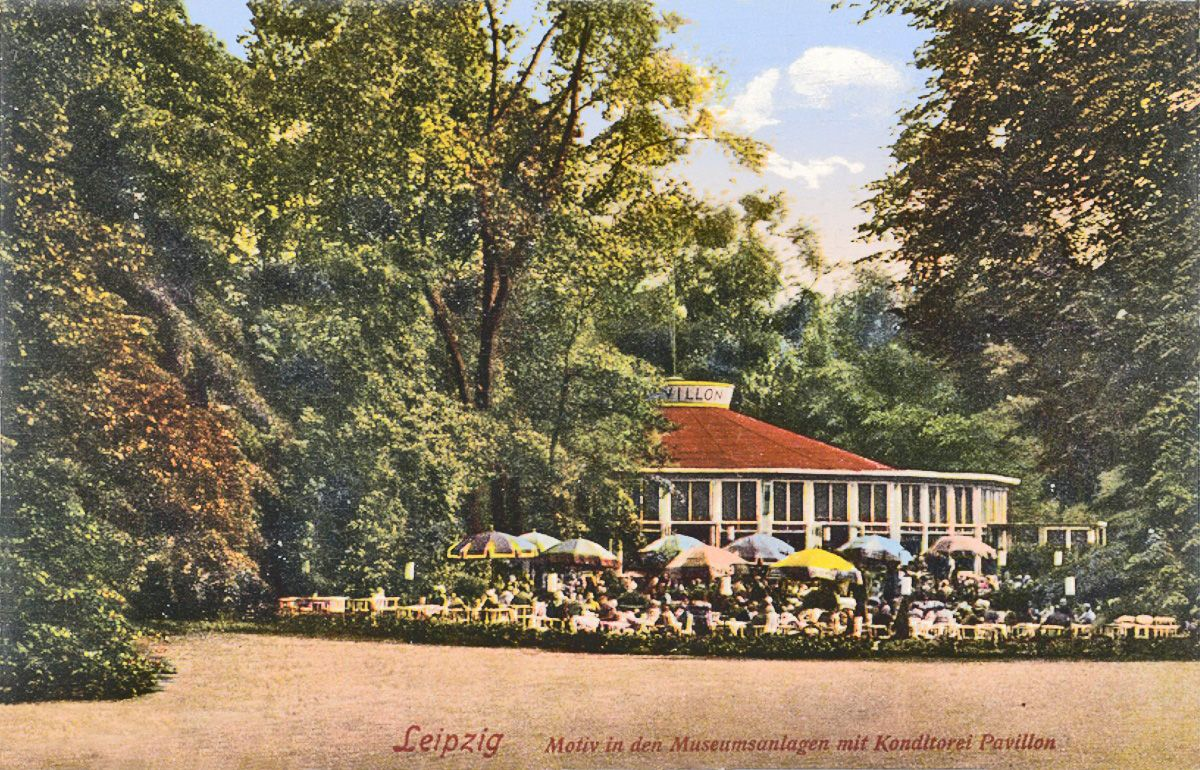
Die Conditorei Pavillon in den Anlagen des Promenadenrings in Leipzig

Die Conditorei Pavillon war über sechzehn Jahre ein beliebtes Kaffeehaus und eine Tanzgaststätte in den Promenadenanlagen in Leipzig.
In Leipzig fand im Jahre 1927 die Internationale Buchkunst-Ausstellung statt. Als zusätzliche Attraktion und zur Versorgung der Besucher wurde in den Anlagen des Promenadenrings hinter dem Bildermuseum am Augustusplatz nahe der Moritzbastei ein Gaststättenpavillon in Leichtbauweise errichtet. Der Entwurf stammte von Karl Bertsch. Die freitragende Holzkonstruktion der Außenhaut wurde Anfang Mai in vier Tagen aufgestellt. Die Ausstellung begann im Juni.
|Tanz im PavillonDer Pavillon hatte als besonderen Höhepunkt in seiner Mitte eine gläserne Tanzfläche, die von unten beleuchtet wurde. Um den Pavillon erstreckte sich eine große Freisitzfläche, die wegen ihrer Lage im Park sehr beliebt war.
Der Bau sollte nach Ende der Ausstellung wieder abgerissen werden. Er fand aber so großen Anklang in der Bevölkerung, dass er zu einer ständigen Einrichtung wurde. Ein Link auf das Handelsregister nennt Wilhelm Mühlpfordt als Betreiber.
Der Pavillon fiel dem Luftangriff auf Leipzig vom 4. Dezember 1943 zum Opfer und wurde nicht wieder aufgebaut. Dem Platz, der sich nun hinter dem Gewandhaus befindet, ist seine gastronomische Vergangenheit nicht mehr anzusehen.

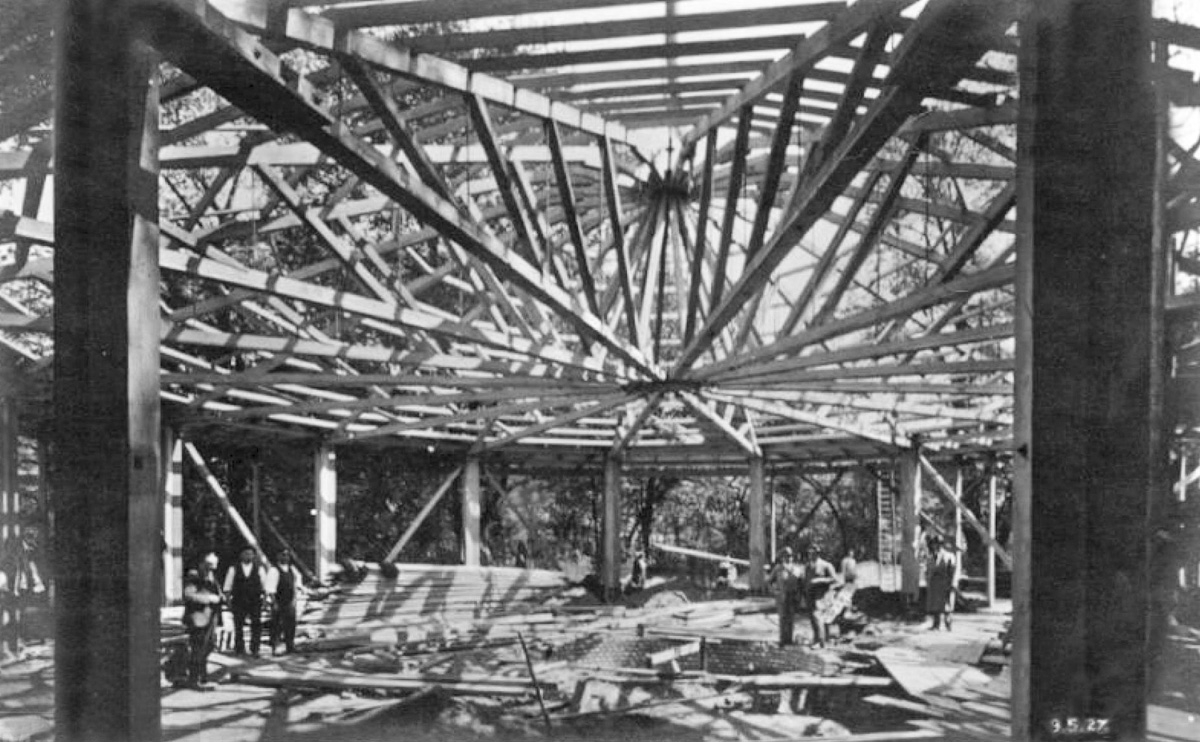
Aufbau der Holzkonstruktion
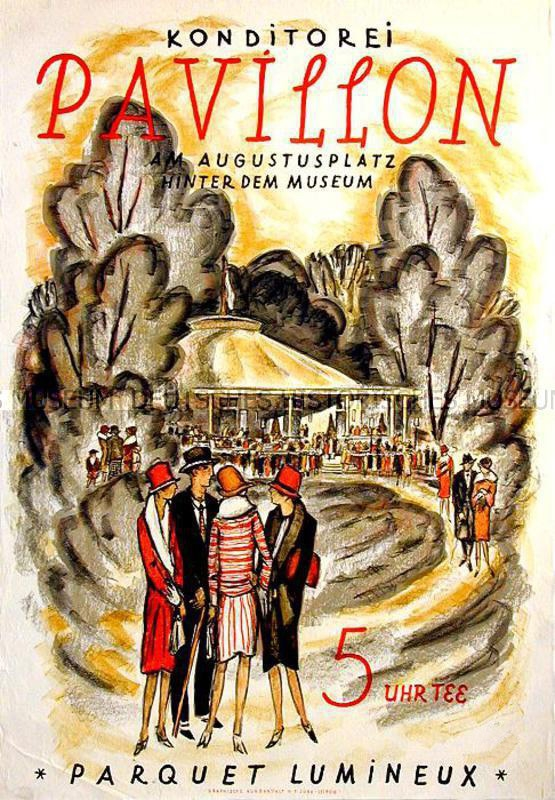
Werbung
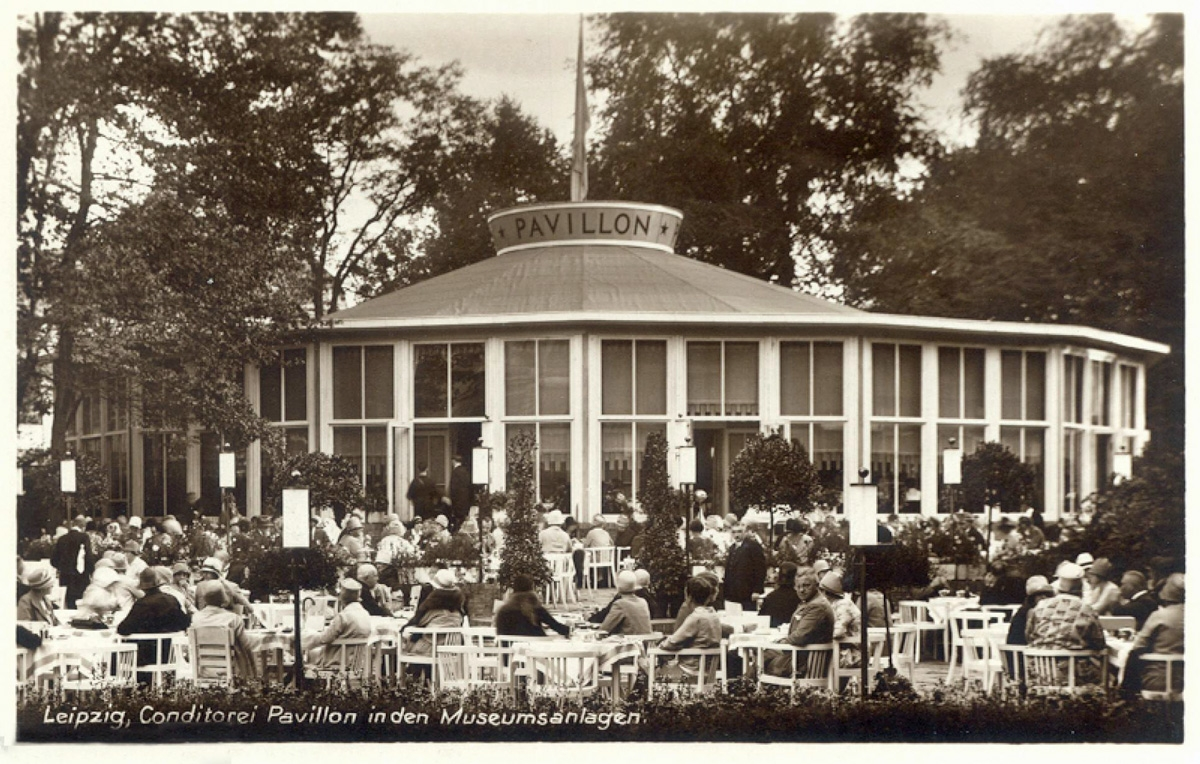
Außenansicht
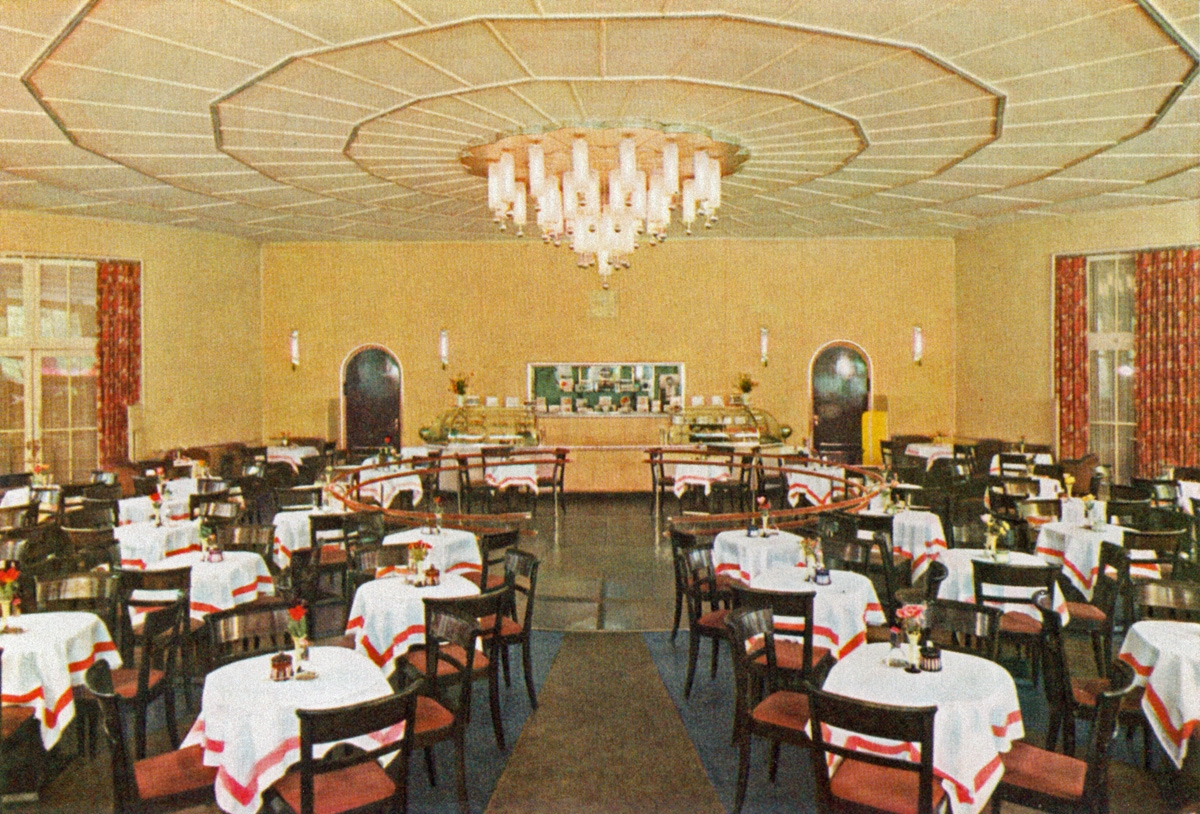
Innenansicht
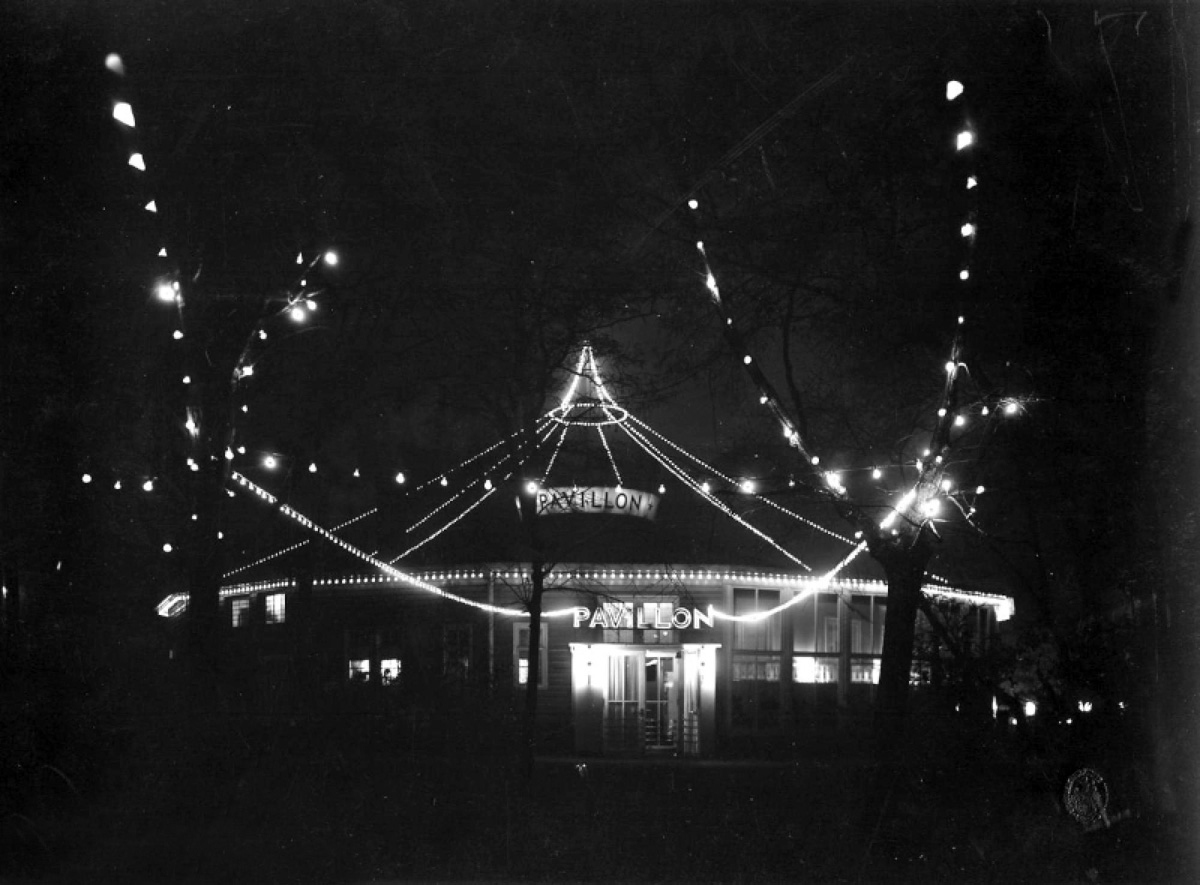
Bei Nacht
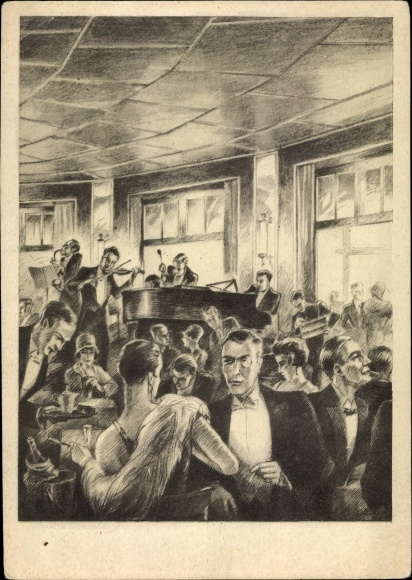
Tanz im Pavillon